# Monthaut
 Monthaut  es una población y comuna francesa, en la región de Languedoc-Rosellón, departamento de Aude, en el distrito de Limoux y cantón de Alaigne. Está integrada en la Communauté de communes les Coteaux du Razès .

## Demografía
| 44 | 43 | 39 | 31 | 35 | 42 |
| Para los censos de 1962 a 1999 la población legal corresponde a la población sin duplicidades (Fuente: INSEE [Consultar]) |    |    |    |    |    |